# 烏勒哈薩蓋拉巴
35°13′59″N 1°30′16″W / 35.23306°N 1.50444°W

烏勒哈薩蓋拉巴（阿拉伯语：‎），是阿爾及利亞的城鎮，位於該國西北部，由艾因泰穆尚特省負責管轄，是烏勒哈薩蓋拉巴區的首府，面積86平方公里，2010年人口15,972，人口密度每平方公里190人。